# مدرسة غلستان
مدرسة غلستان هي مدرسة تاريخية تعود إلى القاجاريون، وتقع في بوشهر.